# Klokot
Klokot (albánsky Kllokot, srbsky Клокот, Klokot) je město na východě Kosova v Gnjilanském okruhu. Nachází se asi 13 km jihozápadně od Gnjilane a asi 50 km jihovýchodně od Prištiny. V roce 2011 žilo v samotném městě 1 064 obyvatel, v celé připadající opštině potom 2 556 obyvatel. Přímo v Klokotu národnostně převažují Srbové, v připadajících vesnicích však ve větší míře žijí Albánci. Opština vznikla v roce 2010 odtržením od opštiny Vitina.
Jižně od města protéká řeka Binačka Morava. V každé z vesnic se nachází pravoslavný chrám, ve vesnici Mogila stojí mešita. Opština Klokot se skládá ze čtyř sídel: Grnčar (Gërnçar), Klokot (Kllokot), Mogila (Mogillë) a Vrbovac (Vërboc).
Území bylo výrazně zasaženo válkou v Kosovu. V srpnu roku 1999 bylo město třikrát bombardováno minomety, při jednom z bombardování zemřeli dva srbští civilisté. V srpnu roku 2003 zničila výbušná zařízení pět srbských domů. Město stále zažívá velké konflikty mezi Albánci a Srby.